# Prêmio Flerts Nebó
O Prêmio Flerts Nebó foi criado pela Sociedade Brasileira de Médicos Escritores, Regional do Estado de São Paulo (SOBRAMES-SP) em 2000 para premiar a melhor prosa de cada ano, dentre os textos apresentados durante as reuniões mensais da entidade, denominadas A Pizza Literária.

## Premiados
1º Concurso – Ano da premiação: 2000
Vencedor: Roberto Caetano Miraglia– “O Deproma”
Quantidade de textos participantes: 50
Período abrangido: agosto de 1999 a julho de 2000
Jurados: Diretoria da gestão 1999/2000 –  Presidente: Walter Whitton Harris / Vice-presidente: Carlos Augusto Ferreira Galvão / Primeiro-tesoureiro: Flerts Nebó / Segundo-tesoureiro: Aldo Miletto / Primeiro-secretário: José Roberto Rodrigues Mello / Segundo-secretário: Marcos Gimenes Salun / Conselho Fiscal (efetivos): Paulo Adolpho Leierer, Roberto Caetano Miraglia, Helmut Adolf Mataré / Conselho Fiscal (suplentes): Rodolpho Civile / Ligia Terezinha Pezutto / Edson Batista de Lima.
2º Concurso – Ano da premiação: 2001
Vencedor: Marcos Gimenes Salun– “Qué qui móia”
Menção Honrosa: Luiz Giovani – “Cansaço”
Menção Honrosa: Karin R.S.Massaro – “Hoje não escrevo”
Quantidade de textos participantes: 43
Período abrangido: agosto de 2000 a julho de 2001
Jurados: Diretoria da gestão 2001-2002 - Presidente: Carlos Augusto Ferreira Galvão / Vice-presidente: Luiz Giovani / Primeiro-secretário: Marcos Gimenes Salun / Segundo-secretário: Evanil Pires de Campos / Primeiro-tesoureiro: Arlete M.M.Giovani / Segundo-tesoureiro: Flerts Nebó / Conselho fiscal (efetivos): Walter Whitton Harris, Roberto Caetano Miraglia, Josyanne Rita de Arruda Franco / Conselho fiscal (suplentes): Gilberto Acácio de Oliveira Filho / Karin Schmidt Rodrigues Massaro / Madalena Nebó. Convidados. Luiz Gondin de Araújo Lins (SOBRAMES-RJ) / Pedro Henrique Saraiva Leão (SOBRAMES-CE) / Renato Passos (SOBRAMES-MG)
3º Concurso – Ano da premiação: 2002
Vencedor: Paulo Adolpho Leierer– “João”
Menção Honrosa: Rodolpho Civile – “As alegres comadres do Bexiga”
Menção Honrosa: Rodolpho Civile – “Nicola, o barbeiro do Bexiga”
Quantidade de textos participantes: 51
Período abrangido: agosto de 2001 a julho de 2002
Jurados: Sérgio Martins Pandolfo  (SOBRAMES-PA / Pedro Henrique Saraiva Leão (SOBRAMES-CE) / Luiz Gondim de Araújo Lins (SOBRAMES-RJ) / Victor José Fryc (LISAME-Argentina)
4º Concurso – Ano da premiação: 2003
Vencedor: Walter Whitton Harris – “Uma pedra no destino da Escócia”
Menção Honrosa: Marcos Gimenes Salun – “O homem que vendeu a cabeça”
Menção Honrosa: Rodolpho Civile – “Pavana para uma rolinha morta”
Quantidade de textos participantes: 62
Período abrangido: agosto de 2002 a julho de 2003
Jurados: Waldênio Florêncio Porto (SOBRAMES-PE) / Zilda Cormack (SOBRAMES-RJ) / José P.di Cavalcanti Jr. (SOBRAMES-ES)
5º Concurso – Ano da premiação: 2004
Vencedor: Josyanne Rita de Arruda Franco– “Depois daquela tarde”
Menção Honrosa: Arlete M.M.Giovani – “Amor incondicional”
Menção Honrosa: Rodolpho Civile – “O amor entre os elefantes”
Quantidade de textos participantes: 69
Período abrangido: de agosto de 2003 a julho de 2004
Jurados: Aline Melo Brandão (SOBRAMES-PA) / José Medeiros (SOBRAMES-AL) / Luiz Gondim de Araújo Lins (SOBRAMES-RJ)
6º Concurso – Ano da premiação: 2005
Vencedor: Marcos Roberto dos Santos Ramasco– “Redolência Feminal”
Menção Honrosa: Helio Begliomini - “Arte, literatura, subjetividade e marketing”
Menção Honrosa: Luiz Jorge Ferreira –  “Prefácio ao livro Thibum”
Quantidade de textos participantes: 65
Período abrangido: de agosto de 2004 a julho de 2005
Jurados: Luiz Gondim de Araújo Lins (SOBRAMES-RJ) / José Warmuth Teixeira (SOBRAMES-SC) / Sérgio Martins Pandolfo (SOBRAMES-PA)
7º Concurso – Ano da premiação: 2006
Vencedor: Alitta Guimarães Costa Reis– “Olho do Elefante”
Menção Honrosa: Walter Whitton Harris - “O mendigo de gravata”
Menção Honrosa: Sérgio Perazzo  –  “Wagner está esperando lá fora”
Quantidade de textos participantes: 63
Período abrangido: de agosto de 2005 a julho de 2006
Jurados: Laércio Ney Nicaretta Oliani (SOBRAMES-GO) / Eberth Franco Vêncio (SOBRAMES-GO) / Rui Perini (SOBRAMES-ES) / Josemar Otaviano de Alvarenga (SOBRAMES-MG).
8º Concurso – Ano da premiação: 2007
Vencedor: Luiz Jorge Ferreira– “O Azul”
Menção Honrosa: Marcos Gimenes Salun - “Pequena alegoria sobre a miséria dos homens”
Menção Honrosa: Sérgio Perazzo –  “Mi Buenos Aires Querida”
Quantidade de textos participantes: 74
Período abrangido: de agosto de 2006 a julho de 2007
Jurados: Manoel do Carmo Pereira Soares (SOBRAMES-PA), José P. di Cavalcanti Jr. (SOBRAMES-ES) e Aline de Mello Brandão (SOBRAMES-PA).
(Em 2008 não houve apuração/premiação para os textos em prosa.)
9º Concurso – Ano da premiação: 2009
Vencedor: Sérgio Perazzo - "Pequeno Inventário de Uma Grande Paixão"
Menção Honrosa: "Luiz Jorge Ferreira" - "Texto 1"
Menção Honrosa: "José Jucovsky" - "Viúvas da Seca"
Período abrangido: de agosto de 2008 a julho de 2009
10º Concurso – Ano da premiação: 2010
Vencedor: Geovah Paulo da Cruz - "Boteco"
Menção Honrosa: "Merval Marques Figueiredo Junior" - "Pega Pega"
Menção Honrosa: "Aida Lúcia Pullin Dal Sasso Begliomini" - "Um Dia Especial"
Período abrangido: de agosto de 2009 a julho de 2010
11º Concurso – Ano da premiação: 2011
Vencedor: Lígia Terezinha Pezutto - "A Florista"
Menção Honrosa: "Márcia Etelli Coelho" - "Perdido Em Uma Ilha Deserta"
Menção Honrosa: "Márcia Etelli Coelho" - "Minha Alma É Menina"
Período abrangido: de agosto de 2010 a julho de 2011
12º Concurso – Ano da premiação: 2012
Vencedor: Marcos Gimenes Salun - "Cabeça de Cachorro"
Menção Honrosa: "Sérgio Perazzo" - "O Alisador de Areia"
Menção Honrosa: "Luiz Jorge Ferreira" - "Lua Nova, Quarto Minguante, Flauta Doce"
Período abrangido: de agosto de 2011 a julho de 2012